# Zion Church of God
Zion Church of God (ZCG) är en afrikansk pingstkyrka med församlingar i Zimbabwe, Zambia, Tanzania och Sydafrika.
ZCG har sina rötter i Zion Apostolic Church i Zimbabwe som, efter ledaren David Masukas död 1950, splittrades i flera konkurrerande kyrkor, vars ledare alla gjorde anspråk på att vara Masukas rätta arvtagare. De som slöt upp bakom Zebedee Mutingwende utsåg denne till biskop 1951. När ZCG registrerades 1959 utsågs han till kyrkans ledare. 
När Zebedee Mutingwende dog 1976 efterträddes han av sin gamle vän Amos Mufundirwa, som dog 1981 och i sin tur efterträddes av Ananias Rambanepasi. Sedan den sistnämndes död 2003 har kyrkan letts av grundarens son Caleb Mutingwende.